# García López de Cárdenas
Pour les articles homonymes, voir Cárdenas.
 (août 2019).
Si vous disposez d'ouvrages ou d'articles de référence ou si vous connaissez des sites web de qualité traitant du thème abordé ici, merci de compléter l'article en donnant les références utiles à sa vérifiabilité et en les liant à la section « Notes et références ».
García López de Cárdenas est un explorateur espagnol du XVIe siècle. Il fut certainement le premier européen à reconnaître le Grand Canyon du Colorado.
Il naquit à Llerena dans la province de Badajoz, en Estrémadure. Son père se nommait Don Nuflo Ramirez Galindo, Señor de Rivas, et sa mère Doña Mencia de Cardenas.
En 1540 il s'embarqua pour l'Amérique, et participa à l'expédition de Coronado dans la recherche de la cité d'or de Cibola.
Il participa ensuite à l'expédition militaire dans la région de Nayarit au Nouveau-Mexique, près de Santa Fé.
Une partie de l'expédition commandée par Vázquez de Coronado se trouvait à Quivara, village peuplé par la tribu des Amérindiens Zuñi. Ce dernier ordonna à Garcia López de Cárdenas de reconnaître le fleuve dont les amérindiens Hopis leurs parlèrent. Cárdenas partit avec une trentaine de soldats et reconnut le fleuve Colorado, puis revint annoncer la nouvelle à Coronado.
On peut voir l'un de ses portraits dans l'une des églises de Séville.